# Зофія Морачевська
Зофія Морачевська (пол. Zofia Moraczewska; 4 липня 1873, Чернівці — 16 листопада 1958, Сулеювек) — польська соціалістка, політична і громадська активістка. Активна учасниця боротьби за незалежність Польщі і за рівноправ'я жінок. Депутат сейму Другої Речі Посполитої від Польської соціалістичної партії і Безпартійного блоку співпраці з урядом. Засновниця і лідер декількох жіночих організацій і рухів. Дружина Єнджея Морачевського.

## Біографія
Народилася в сім'ї ректора Львівського політехнічного університету Романа Гостковського. Спочатку навчалась вдома, а в 1889 закінчила Вищий жіночий науковий заклад імені В. Недзялковської, пізніше Жіночу вчительську семінарію у Львові. У 1893 році вона склала іспити з середньої школи з відзнакою, а в 1895 році вона склала іспит для вчителя німецької мови у державних школах. З 1891 по 1893 роки вона працювала вчителем у гімназії імені В. Недзялковської у Львові, потім до 1895 року практикувала у школі при тій гімназії.
З юності примикала до польського соціалістичного підпілля. В 1896 вступила в Польську соціал-демократичну партію Галичини і Сілезії-Цешина, в цьому ж році вийшла заміж за відомого партійного активіста Єнджея Морачевського. Брала участь в польському жіночому союзі і кооперативних організаціях. Пропагувала ідеї незалежності, соціалізму і суфражизму. Під час проживання у виборчому окрузі Морачевського в Стрию з її ініціативи створено організації «Союз жінок» і «Праця», які поширюються соціалістичні ідеї та ідеї незалежності, просувають кооперативні принципи. В 1916 очолила Лігу жінок Галичини і Сілезії (пол. Ligi Kobiet Galicji i Śląska), яка незабаром об'єдналася з жіночої воєнізованою організацією в Лігу польських жінок (пол. Ligę Kobiet Polskich). В 1917-1918 роках була медсестрою. Конфліктувала з католицькими клерикалами.

### В польській політиці
Після проголошення незалежності Польщі Зофія Морачевська очолила варшавську жіночу організацію Польську соціалістичну партію. Редагувала газету Голос жінок (Głosu Kobiet). На Парламентських виборах в Польщі в 1919 році була обрана до сейму (єдина жінка в депутатському клубі соціалістів). Протестувала проти дискримінації жінок в держапараті. Єнджей Морачевський, очолюючи уряд з листопада 1918 по січень 1919 року, провів законодавство про політичну рівноправність жінок.
Навесні 1921 року Зофія Морачевська вступила в серйозний конфлікт з керівництвом Польської соціалістичної партії. Вона проголосувала за прийняття Березневої конституції, яку більшість соціалістичних лідерів вважали недостатньо демократичною (при тому, що документ вважався одним з найдемократичніших у тогочасній Європі). Отримала партійну догану, вийшла з депутатського клубу. На декілька років припинила участь в політиці, зосередившись на громадській проблематиці жіночої рівноправності.
Разом з чоловіком Зофія Морачевська підтримала Травневий переворот 1926 року і повернення до влади Юзефа Пілсудського. В 1927 вийшла з Польської соціалістичної партії (соцпартія перейшла в опозицію Пілсудському). На наступний рік організувала і очолила Жіночий цивільний союз праці (пол. Związek Pracy Obywatelskiej Kobiet), що швидко перетворився в найбільшу жіночу організацію Польщі. Була обрана в сейм від Безпартійного блоку співпраці з урядом. Представляла жіночий рух Польщі в Міжнародній організації праці, в Лізі Націй, на конференції з роззброєння.
У 1933 році Зофія Морачевська пішла у відставку з поста голови Жіночого громадянського союзу праці. Її не влаштовував щільний урядовий контроль над рухом, вона все частіше виступала з опозиційними заявами. Через два роки Морачевська заснувала організацію Жіноча соціальна самодопомога (пол. Samopomoc Społeczną Kobie).
Двічі — в 1927 і 1930 — нагороджена Орденом Відродження Польщі, в 1931 удостоєна Хреста Незалежності.

### Під час німецької окупації
В роки німецької окупації Зофія і Єнджей Морачевські намагалися підтримувати кооперативний рух, пов'язаний з підпіллям. Зофія Морачевська перебувала в керівництві сулеювекського кооперативу, брала участь в Комітеті допомоги жертвам війни. Єнджей Морачевський загинув від випадкової кулі 5 серпня 1944 року.

### При комуністичному режимі
У післявоєнній Польщі Зофія Морачевська дистанціювалася від суспільно-політичного життя. Брала участь в написанні Енциклопедії польського жіночого руху. Комуністична влада ПНР ставилися до Морачевської лояльно, як до вдови першого соціалістичного прем'єр-міністра. Їй повернули будинок, конфіскований німецькими окупантами.
Зофія Морачевська до комуністичного режиму ставилася дуже насторожено, але сподівалася, що його політика буде хоча б почасти вигідною для робітничого класу.
Зофія Морачевська померла в 1958 році, в період «гомулковської відлиги». Іменем Зофії і Єнджея Морачевських названа школа в Сулєювеках.

## Сім'я
Подружжя Морачевських мало чотирьох дітей. Всі вони пішли з життя раніше батьків. Син Тадеуш помер в дитинстві. 17-річний доброволець Казимир Морачевський загинув на польсько-радянській війні. Історик Адам Морачевський помер в 1942 в Аушвіці. Ванда Морачевська, боєць Армії Крайової, загинула в тому ж році у варшавській в'язниці Павяк.